# 孔塔馬納

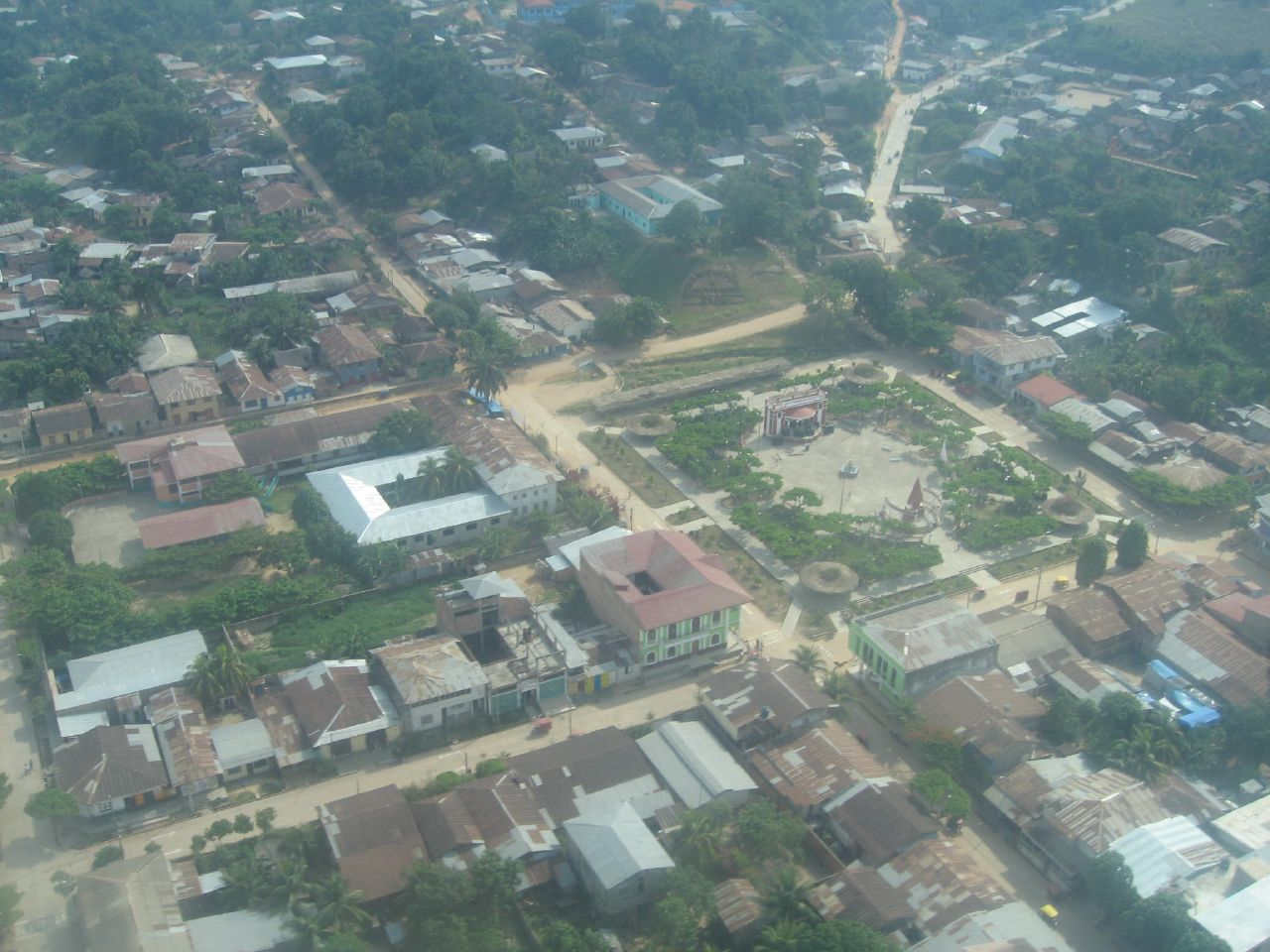

孔塔馬納（西班牙語：Contamana），是秘魯的城鎮，位於該國東北部洛雷託大區，是烏卡亞利省的首府，處於烏卡亞利河畔，始建於1807年，1901年該鎮設立新貿易場所，2005年人口12,941。